# Napasorsuaq (Berg, Nanortalik)
Der Napasorsuaq (nach alter Rechtschreibung Napassorssuaĸ, „der große Aufrechte“; dänisch Kirkespiret „Kirchturm“) ist ein grönländischer Berg im Distrikt Nanortalik in der Kommune Kujalleq.

## Lage

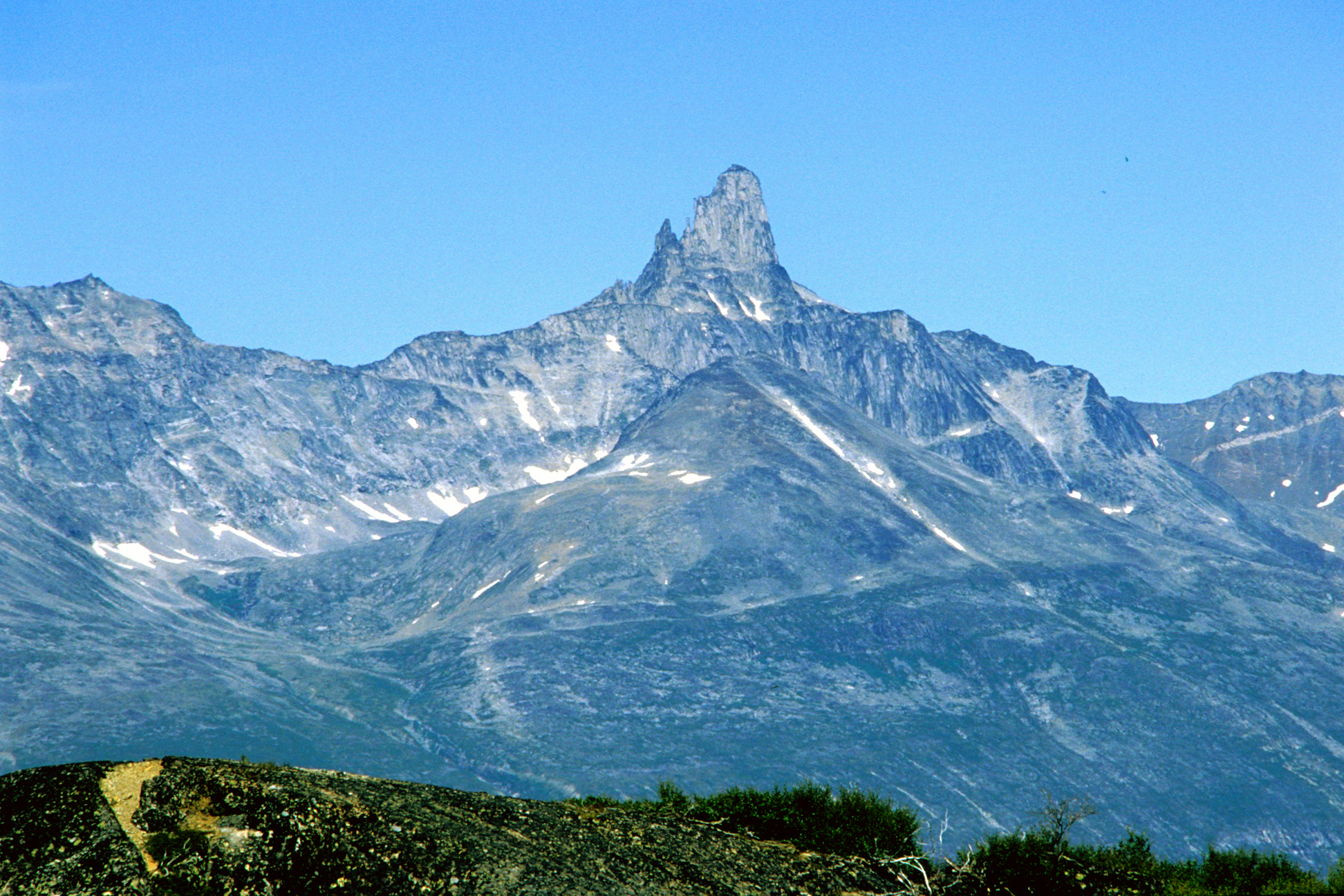
Napasorsuaq von Südosten

Der Napasorsuaq befindet sich am Westufer des Tasermiut Kangerluat ca. 20 km nördlich von Tasiusaq und ca. 35 km nordöstlich von Nanortalik. Westlich verläuft ein Tal, das vom Itillersuup Kuua durchflossen wird und wo sich das Goldbergwerk Nalunaq befindet. Der Berg hat eine Höhe von 1590 m.

## Besteigung
Bei Kletterern ist der Napasorsuaq wegen seines festen Granitgesteins beliebt, das dem der nahegelegenen Berge Suikkassuaq und Ulamertorsuaq ähnelt. An der West- und Ostwand führen von österreichischen Bergsteigern eingerichtete Routen zum Gipfel. Die 400 Meter hohe Nordwand wurde 1998 von einer dänischen Seilschaft erstbegangen (Route Gold Fever, 6b A1).